# Nationale Wahlkommission Äthiopiens
Das Nationale Wahldirektorium Äthiopiens (amharisch Yältyop'ya mirrich'a bord, Abkürzung NEBE von englisch National Election Board of Ethiopia) ist eine eigenständige Regierungsagentur, welche die Wahlen in Äthiopien überwacht.
Die Behörde wurde durch die Proklamation Nummer 64/1992 eingerichtet und entspricht in der Regel dem Volksrepräsentantenhaus, dem Unterhaus des äthiopischen Parlaments.

## Aufbau
Das Direktorium besteht aus zwei Komponenten: dem Direktorium und dem Sekretariat. Gemäß dem Artikel 6 der abgeänderten Proklamation Nummer 532/2006 besteht das Direktorium des NEBE aus neun Mitgliedern, welche vom Premierminister ernannt werden und vom Haus der Vertreter der Völker eingestellt werden. Bei der Wahl dieser Mitglieder, welche auf der Diversität der einzelnen Nationalitäten in Äthiopien basiert, muss darauf geachtet werden, dass sie der proportionalen Repräsentation der Geschlechter entspricht.
Das Sekretariat ist die operative Abteilung des Nationalen Wahldirektoriums Äthiopiens. An der Spitze steht der Generaldirektor. Das Sekretariat trägt die Verantwortung für die Vorbereitung und die Leitung des Wahlprozesses.